# Idiotki nie idą do nieba
Idiotki nie idą do nieba (hiszp. Las tontas no van al cielo) – meksykańska telenowela Televisy z 2008 roku.

## Wersja polska
W Polsce telenowela była emitowana na kanale TV4. Opracowaniem wersji polskiej zajęła się Olga Krysiak. Lektorem serialu był Ireneusz Królikowski.

## Obsada
- Jacqueline Bracamontes jako Cándida "Candy" Morales Alcalde
- Jaime Camil jako Santiago "Santy" López-Carmona
- Valentino Lanús jako Patricio "Pato" Molina Lizárraga
- Sabine Moussier[1] jako Marissa de la Parra
- Karla Álvarez jako Paulina "Pau" Cervantes de López-Carmona
- Fabiola Campomanes jako Alicia Morales Alcalde
- Julio Alemán jako Arturo Molina
- Manuel "Flaco" Ibáñez jako Manuel "Meño" Morales
- Mauricio Herrera jako Jaime Martínez
- Ana Bertha Espín jako Gregoria "Goya" Alcalde Vda. de Morales
- Silvia Mariscal jako Isabel Vda. de López-Carmona
- Rosángela Balbó jako Margarita Lizárraga de Molina
- Alejandro Ibarra jako Eduardo All
- Andrea Torre jako Soledad Romero
- Jacqueline García jako Rosario "Chayo" de All
- Carlos de la Mota jako Raúl de la Parra
- Luis Manuel Ávila jako Carlos "Frijolito" Zamora
- Reynaldo Rossano jako Antonio "Toño" "Lentejita"
- Julio Vega jako Donato
- Raquel Garza jako Hortensia
- Lilí Brillanti jako Tina
- Gabriela Platas jako Bárbara
- Ginny Hoffman jako Cecilia
- Erick Guecha jako Carlo
- Christina Pastor jako Lourdes "Lulú" Robledo
- Violeta Isfel jako Lucía López-Carmona
- Eleazar Gómez jako Charlie Morales
- Robin Vega jako Salvador "Chava" Molina Morales
- Diego Ramírez jako Alberto "Beto" Molina Romero
- Mariana Lodoza jako Rocío "Chio" López-Carmona Cervantes
- Carlos Girón jako Miguel
- Allison Lozz jako Milagros Belmonte Ramos
- Laura Flores jako Luciana Arango
- Arlette Pacheco jako Laura de Morales
- Agustín Arana jako Mario Landazuri
- Ximena Herrera jako Irene
- Marco Uriel jako Héctor
- Rafael del Villar jako Jorge
- Viviana Ramos jako Evangelina
- Mario Casillas jako Clemente Morales
- Georgina Domínguez jako Elianis

## Nagrody i nominacje

### Premios TVyNovelas 2009
| Kategoria                         | Osoba                  | Wynik     |
| --------------------------------- | ---------------------- | --------- |
| Najlepsza aktorka                 | Jacqueline Bracamontes | Nominacja |
| Najlepsza aktorka pierwszoplanowa | Ana Bertha Espín       | Nominacja |
| Najlepszy aktor pierwszoplanowy   | Manuel "Flaco" Ibáñez  | Wygrana   |
| Najlepsza aktorka młodzieżowa     | Eleazar Gómez          | Wygrana   |
| Najlepsze kobiece objawienie      | Violeta Isfel          | Nominacja |

Źródła: